# (5258) Rhéo
(5258) Rhéo, nom international (5258) Rhoeo, est un astéroïde troyen jovien.

## Description
(5258) Rhéo est un astéroïde troyen jovien, camp grec, c'est-à-dire situé au point de Lagrange L4 du système Soleil-Jupiter. Il présente une orbite caractérisée par un demi-grand axe de 5,166 UA, une excentricité de 0,078 et une inclinaison de 5,9° par rapport à l'écliptique.
Il est nommé en référence à un personnage de la mythologie grecque nommé Rhéo, fille de Staphylos.

## Compléments